# Yama Wayama
Yama Wayama (和山やま, Wayama Yama; Okinawa, 25 de janeiro de 1995) é um pseudônimo de uma mangaká japonesa. Nascida e criada em Okinawa, Wayama fez sua estreia como artista de mangá em 2015, enquanto estudava no programa de mangá da Universidade Politécnica de Tóquio. Após tentativas malsucedidas de lançar uma série de mangás, ela começou a produzir dōjinshi (mangás autopublicados) e foi aclamada pela crítica. Seu dōjinshi Muchū sa, Kimi ni se tornou um sucesso comercial e de crítica após ser adquirido e publicado pela editora Enterbrain, ganhando o Prêmio Cultural Osamu Tezuka na categoria Obra Curta e o Prêmio New Face nos Prêmios do Japan Media Arts Festival. Suas outras séries incluem Karaoke Iko! e Onna no Sono no Hoshi.

## Biografia

### Juventude e carreira
Wayama nasceu em 1995 em Okinawa, onde também foi criada. Frequentou a Escola Primária Itoman Minami e a Escola de Ensino Médio Okinawa Shogaku. No ensino médio, começou a desenhar ilustrações a lápis de cor inspiradas em mangás shōjo (mangás femininos) que ela enviava para o site de blogs Ameba e, no último ano do ensino médio, começou a desenhar mangá de yaoi (mangá de romance entre homens) como hobby. Ela tem usado o pseudônimo "Wayama" desde o ensino médio: inicialmente "Wayama" como monônimo para suas ilustrações no Ameba, depois "Tomoyoshi Wayama" (わやま ともよし) para seus primeiros mangás. Ela acabou escolhendo "Yama Wayama" como seu pseudônimo, baseando-se em seu apelido de colégio "Yama-san", pois achava que era mais fácil de lembrar do que "Tomoyoshi".
Ela decidiu seguir a carreira de mangá em seu último ano do ensino médio, e entrou no programa de mangá da Universidade Politécnica de Tóquio. Buscando escrever mangás sobre "coisas cotidianas", Wayama inicialmente começou a desenhar mangás seinen (mangás masculinos), pois acreditava que os mangás josei (mangás femininos) não seriam adequados ao seu estilo. No seu segundo ano, ela enviou seu mangá Yūtōsei no Mondai (優等生の問題) para o Prêmio Chiba Tetsuya, e ganhou o prêmio de recém-chegado. Essa vitória levou à publicação do mangá one-shot (capítulo único) Nagisa e Ikou (渚へいこう) na edição de inverno de 2016 da revista seinen Weekly D Morning, seu primeiro trabalho remunerado como artista de mangá. De acordo com Wayama, as tentativas de publicar outras obras com a Morning "não deram certo", afirmando que "parte de mim só estava criando mangás para obter a aprovação dos editores, então perdi totalmente de vista o que eu queria desenhar".

### Dōjinshie inovação
Depois da sua experiência na Morning, Wayama procurou criar mangás que ela "realmente gostasse e sentisse vontade de desenhar, sem ouvir o que as outras pessoas tinham a dizer". Ela arrumou um emprego no setor de alimentação e publicou o one-shot Ushiro no Nikaidou na comunidade on-line Pixiv, sendo aclamada pela crítica. Ushiro no Nikaidou se tornaria um capítulo de seu dōjinshi (mangá autopublicado) Muchū sa, Kimi ni, que ela lançou na convenção de dōjinshi Comita em fevereiro de 2019. Um editor da revista de mangá Comic Beam adquiriu o dōjinshi para publicação como livro, sendo publicado em agosto do mesmo ano. O mangá foi um sucesso comercial e de crítica significativo, esgotando três impressões em um mês e ganhando o Prêmio Cultural Osamu Tezuka na categoria Obra Curta e o Prêmio New Face nos Premios do Japan Media Arts Festival.
Seu mangá subsequente, Karaoke Iko!, foi publicado de forma semelhante como dōjinshi antes de ser adquirido pela Kadokawa para publicação. O primeiro mangá em série de Wayama, Onna no Sono no Hoshi, começou a ser serializado na revista de mangás josei Feel Young em janeiro de 2020.

## Estilo e influências
Wayama cria principalmente histórias slice of life, afirmando que "tenta manter uma energia geral suave" nas suas obras. Ela cita os artistas de mangá Usamaru Furuya, Eiji Nonaka, Junji Ito e Makoto Kobayashi como suas quatro principais influências. Ela lista Furuya como sua influência mais significativa, afirmando que, depois de ler sua série Litchi Hikari Club enquanto estava no ensino médio, desenhou seu primeiro mangá amador imitando seu estilo de arte; Furuya também influenciou sua orientação para meninos do ensino fundamental e médio como temas principais de seu mangá. Nonaka influenciou seu estilo de "mangá engraçado emparelhado com ilustrações sérias", enquanto Kobayashi influenciou a maneira como ela desenha as meninas. Embora o terror psicológico de Ito não se reflita abertamente nos mangás de Wayama, ela declarou que está interessada em um dia desenhar mangás de terror.
Suas primeiras influências incluem Boku to Issho, de Minoru Furuya, o primeiro mangá que ela leu e seu favorito em geral, bem como obras apresentadas a ela quando criança por seus irmãos mais velhos: Urusei Yatsura, de Rumiko Takahashi, e as obras de Aya Nakahara em Margaret, pela sua irmã mais velha, e Doraemon, de Fujiko F. Fujio, e Yu-Gi-Oh!, de Kazuki Takahashi, pelo seu irmão mais velho. Os filmes japoneses também são uma influência para Wayama, particularmente o "desenvolvimento do caráter e o humor caloroso" nas obras de Shinobu Yaguchi.
As relações íntimas entre homens são um tema recorrente nas obras de Wayama, com o jornalista Atsushi Takayama descrevendo seu mangá como retratando "relações brilhantes entre homens que vão além da amizade, mas não chegam ao ponto do romance". Wayama reconheceu a influência do yaoi em suas obras, afirmando que "eu desenho algumas coisas com yaoi em mente, e outras sem ele. Tenho uma imagem clara disso em minha cabeça, mas quero que cada leitor interprete e aprecie minhas obras como quiser".

## Trabalhos
- Yūtōsei no Mondai (優等生の問題) (publicado na Moae, 2015)[9]
- Nagisa e Ikou (渚へいこう; "Let's Go to the Beach") (publicado na Weekly D Morning, 2016)[2]
- Muchū sa, Kimi ni. (夢中さ、きみに。) (autopublicado, 2019; publicado pela Enterbrain, 2019)[3]
- Karaoke Iko! (カラオケ行こ!) (autopublicado, 2019; publicado pela Kadokawa, 2020)[8]
- Onna no Sono no Hoshi (女の園の星) (serializado na Feel Young, 2020–presente)[3]

## Prêmios e nomeações
| Ano  | Obra                  | Categoria                | Prêmio                               | Resultado | Refs.  |
| ---- | --------------------- | ------------------------ | ------------------------------------ | --------- | ------ |
| 2015 | Yūtōsei no Mondai     | Prêmio de Recém-Chegado  | Prêmio Chiba Tetsuya                 | Venceu    | [ 3 ]  |
| 2020 | Muchū sa, Kimi ni.    | Mangá Feminino           | Kono Manga ga Sugoi!                 | 2.º lugar | [ 10 ] |
| 2020 | Muchū sa, Kimi ni.    | Prêmio New Face          | Premios do Japan Media Arts Festival | Venceu    | [ 1 ]  |
| 2020 | Muchū sa, Kimi ni.    | —                        | Manga Taishō                         | 7.º lugar | [ 11 ] |
| 2020 | Muchū sa, Kimi ni.    | Obra Curta               | Prêmio Cultural Osamu Tezuka         | Venceu    | [ 3 ]  |
| 2021 | Karaoke Iko!          | —                        | Manga Taishō                         | 3.º lugar | [ 12 ] |
| 2021 | Onna no Sono no Hoshi | —                        | Manga Taishō                         | 7.º lugar | [ 12 ] |
| 2021 | Onna no Sono no Hoshi | Mangá Feminino           | Kono Manga ga Sugoi!                 | 1.º lugar | [ 3 ]  |
| 2021 | Karaoke Iko!          | Mangá Feminino           | Kono Manga ga Sugoi!                 | 5.º lugar | [ 3 ]  |
| 2022 | Onna no Sono no Hoshi | —                        | Manga Taishō                         | 4.º lugar | [ 13 ] |
| 2022 | Onna no Sono no Hoshi | Prêmio de Impacto Social | Premios do Japan Media Arts Festival | Venceu    | [ 14 ] |
| 2023 | Onna no Sono no Hoshi | —                        | Manga Taishō                         | 3.º lugar | [ 15 ] |
| 2024 | Fami-res Iko.         | —                        | Manga Taishō                         | Pendente  | [ 16 ] |